# L. Susan Brown
L. Susan Brown (ur. 1959) – kanadyjska pisarka, teoretyczka anarchokomunizmu oraz anarchofeminizmu.

## Życiorys
Brown jest najbardziej znana ze swojej książki The Politics of Individualism (pol. Polityka indywidualizmu) oraz artykułu Does Work Really Work? (pol. Czy działa naprawdę działa?).  W he Politics of Individualism dokonuje rozróżnienia między indywidualizmem egzystencjalnym a indywidualizmem instrumentalnym i bada, w jaki sposób formy te są wykorzystywane w liberalizmie (zwłaszcza liberalnym feminizmie) i anarchizmie. Opowiada się za nową wizją ludzkiej wolności, która uwzględnia elementy feminizmu i liberalizmu w formę anarchizmu opartego na tym, co nazywa egzystencjalnym indywidualizmem. Praca koncentruje się w szczególności na podobieństwach i różnicach między tymi filozofiami politycznymi, krytycznie analizując liberalne pisma feministyczne Johna Stuarta Milla, Betty Friedan, Simone de Beauvoir i Janet Radcliffe Richards, szczególnie koncentrując się na kwestiach zatrudnienia, edukacji, małżeństwa, rodziny i polityki rządowej.
Zarówno w The Politics of Individualism i w Does Work Really Work? koncepcja socjalizmu wolnościowego Brown głosi, że wszystkie więzi społeczne powinny być rozwijane przez jednostki, które mają taką samą siłę przetargową, ponieważ jej zdaniem kumulacja bogactwa prowadzi do centralizacji władzy ekonomicznej i politycznej w rękach niewielkiej elity, zmniejszając siłę przetargową – a tym samym wolność – innych jednostek w społeczeństwie.  Przedstawia dogłębną analizę, dlaczego system pracy najemnej jest z natury skorumpowany i niemożliwy do zreformowania i dlaczego należy go znieść oraz zastąpić systemem, w którym ludzie mieliby całkowitą swobodę wyboru wykonywania (lub nie wykonywania) działań wolontariackich, systemu, który zachęcałby ludzi do kreatywności i samokontroli. Brown opublikowała wiele artykułów na temat politycznej filozofii anarchizmu i feminizmu, a jej prace zostały przetłumaczone na język francuski i niemiecki.
L. Susan Brown mieszka w Toronto. Posiada tytuł doktora na Uniwersytecie w Toronto, na którym wykłada na Wydziale Politologii.